# 立川誠道
立川 誠道（たてかわ まさみち、1985年2月6日 - ）は、日本のラグビーレフリー（審判員）。

## プロフィール
- 選手時代のポジションはウィング(WTB)。
- 弟の直道・理道はラグビー選手[2]。
- 保育士もやっている[3]。

## 略歴
4歳からラグビーを始めた。
天理高校卒業後、保育士の学校に行ってその間にレフリーの資格を取る。
2021年10月、日本協会A級公認レフリーに選ばれた。